# 溫度保險絲

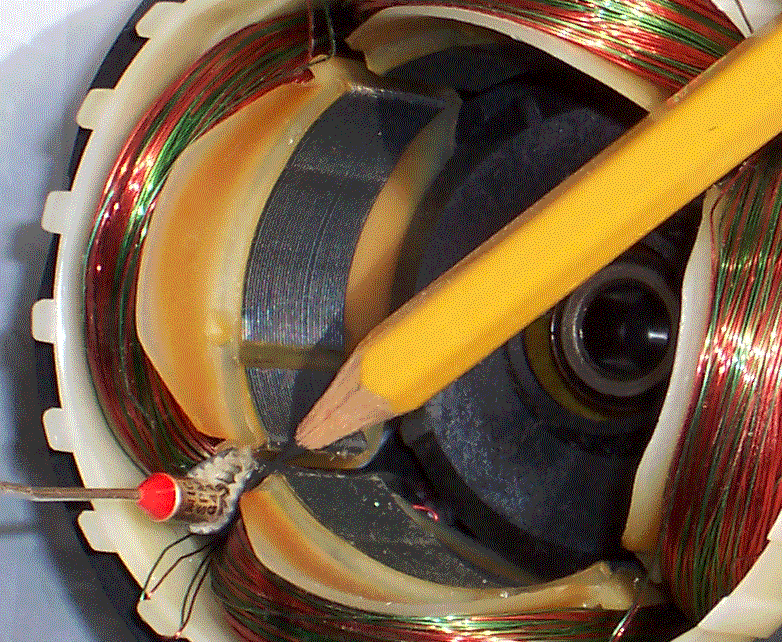
一個小馬達的溫度保險絲

溫度保險絲是一種保護電氣產品零件過熱時的安全裝置。

## 無復歸溫度保險絲

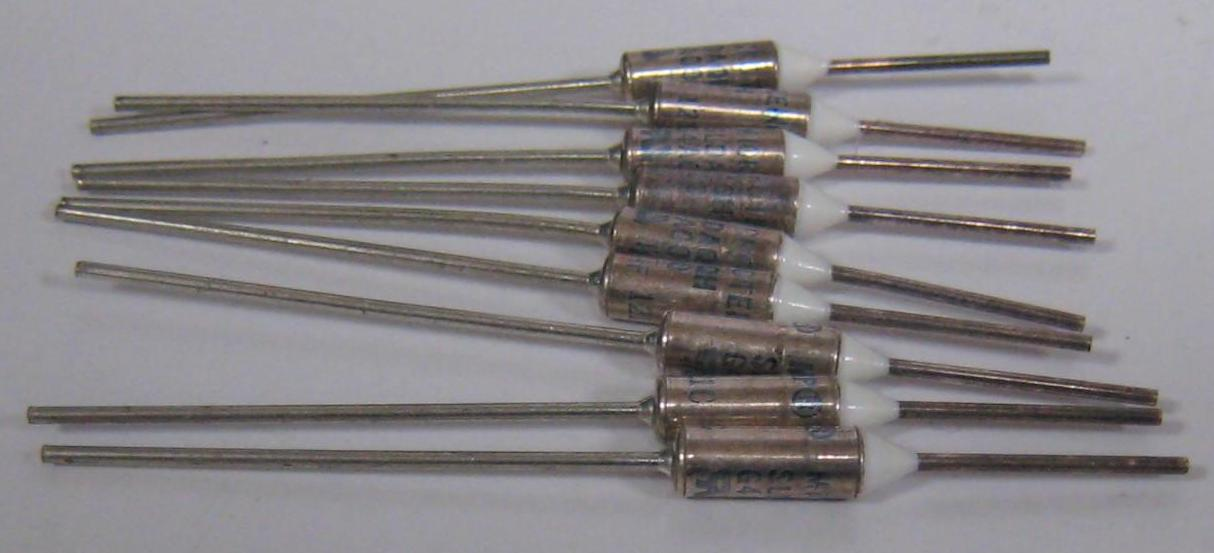
無復歸溫度保險絲

溫度保險絲，它的全密封結構確保其熔斷系統穩定可靠，不受外界潮濕等惡劣環境影響，通常使用在產生熱量的電器，如咖啡壺、吹風機。它們的功能，安全裝置斷開電流加熱元件在故障的情況下（如一個有缺陷的自動調溫器）的狀態下，否則將讓溫度上升到危險的程度，可能導致電器毀損；嚴重影響生命安全。
溫度保險絲的規格中雖也有容許電流一項，但要注意的是：溫度保險絲並沒有與電流保險絲一樣的電流保護作用，不可混淆。

## 自動復歸溫度保險絲

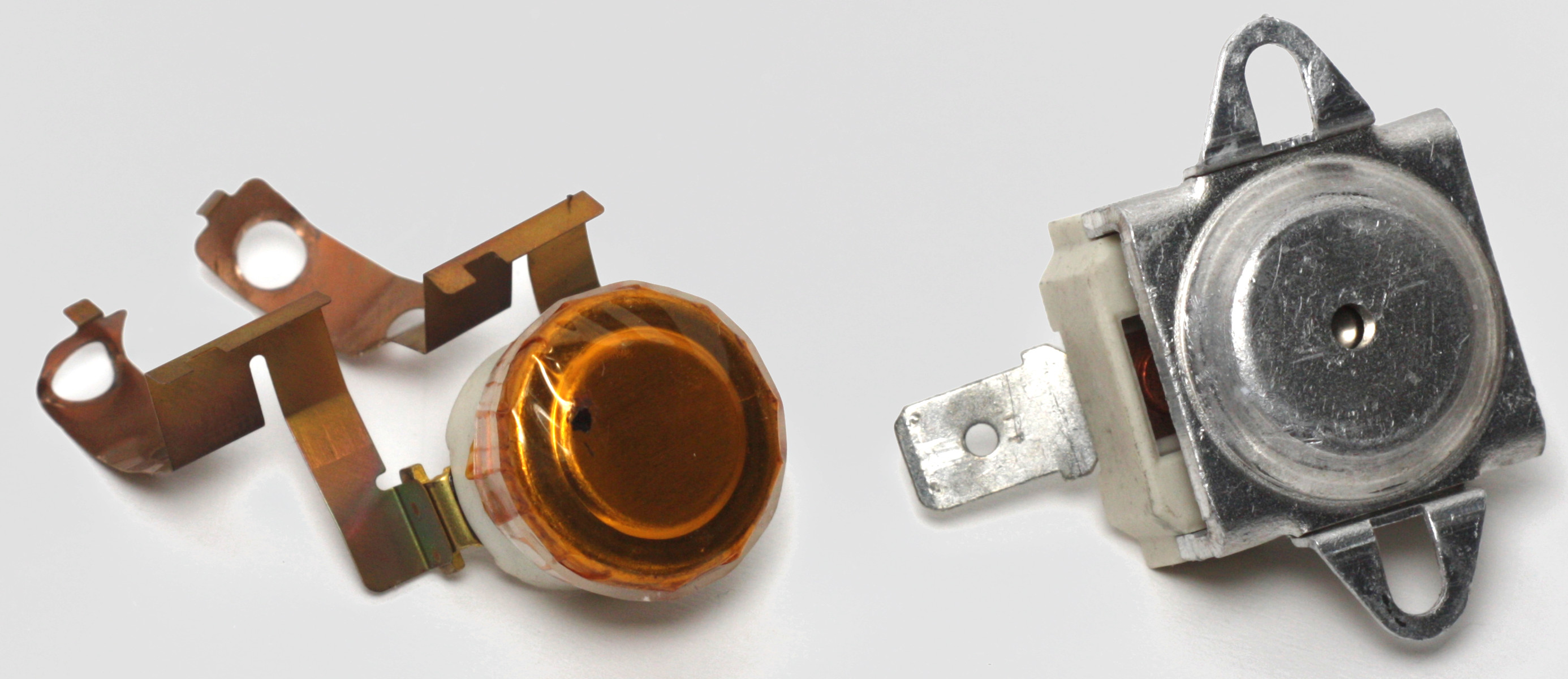
自動復歸溫度保險絲

自動復歸溫度開關是一個雙金屬片所組成，它在高溫下打開（經常有一個微弱的“達”的聲音）限制通過電路的電流，當溫度下降重新閉合時通過電路的電流，它是可重複使用的。以保護其熱交換機在過載的情況下使用的電源供應器，溫控器的加熱和冷卻系統。

## 相關參見
- 保險絲
- 热敏电阻